# Melanitis bankia
Melanitis bankia är en fjärilsart som beskrevs av Fabricius 1775. Melanitis bankia ingår i släktet Melanitis och familjen praktfjärilar. Inga underarter finns listade i Catalogue of Life.